# ثيودور روزفلت دالتون
ثيودور روزفلت دالتون هو محامي وقاضي وسياسي أمريكي، ولد في 3 يونيو 1901 في مقاطعة كارول في الولايات المتحدة، وتوفي في 30 أكتوبر 1989 في رادفورد في الولايات المتحدة. نشط حزبياً في الحزب الجمهوري. وقد انتخب عضو مجلس ولاية فرجينيا ‏.